# Acerbas

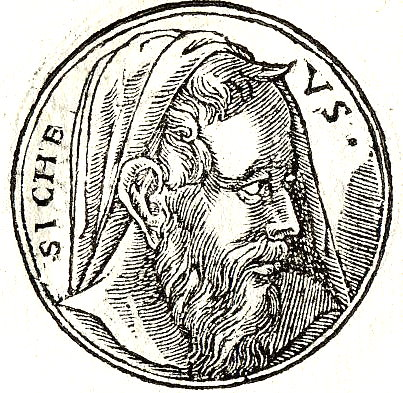
Imagen del personaje en Promptuarii Iconum Insigniorum. 1553.

Acerbas o Siqueo (latín: Acerbas) es un personaje de la mitología romana. Fue el esposo, siendo su tío, de la reina de Cartago Dido, y también rey de Tiro.

La otra es aquella que se mató amorosa

y quebró la fe de las cenizas de Siqueo;

tras ella viene Cleopatra lujuriosa.
Dante Alighieri: Infierno, V, 62

Según la tradición fue asesinado por Pigmalión, hermano de Dido, a escondidas intentando obtener en su lugar el trono. Algunas semanas después del homicidio Siqueo se le apareció a la esposa en sueños, revelándole el delito del hermano y recomendándole escapar. Recogiendo la riquezas que podía, Dido y algunos secuaces tomaron un barco de Pigmalión y se fueron a escondidas, llegando a África donde fundaron la ciudad de Cartago. El episodio es citado en la Eneida de Virgilio.
Dante Alighieri lo cita en el Infierno, con el nombre de Siqueo.